# Pokémania
 (septembre 2012).
La Pokémania est un phénomène de société, tirant sa source de la franchise Pokémon, ayant touché plusieurs pays du monde après la sortie des deux jeux vidéo Pokémon Rouge et Bleu (et Verte uniquement au Japon). Le phénomène touche la France durant deux ans, principalement, à partir du 8 octobre 1999. L'engouement et des joueurs et des médias commence à décliner dans les derniers mois de 2001 avec la sortie de Pokémon Cristal, mais il est relancé en juillet 2016 avec la sortie sur smartphone de Pokémon GO, un jeu en réalité augmentée.
En France, le phénomène est lancé grâce aux cartes à collectionner, à la série télévisée et aux jeux vidéo durant la période de Noël 1999.

## Histoire

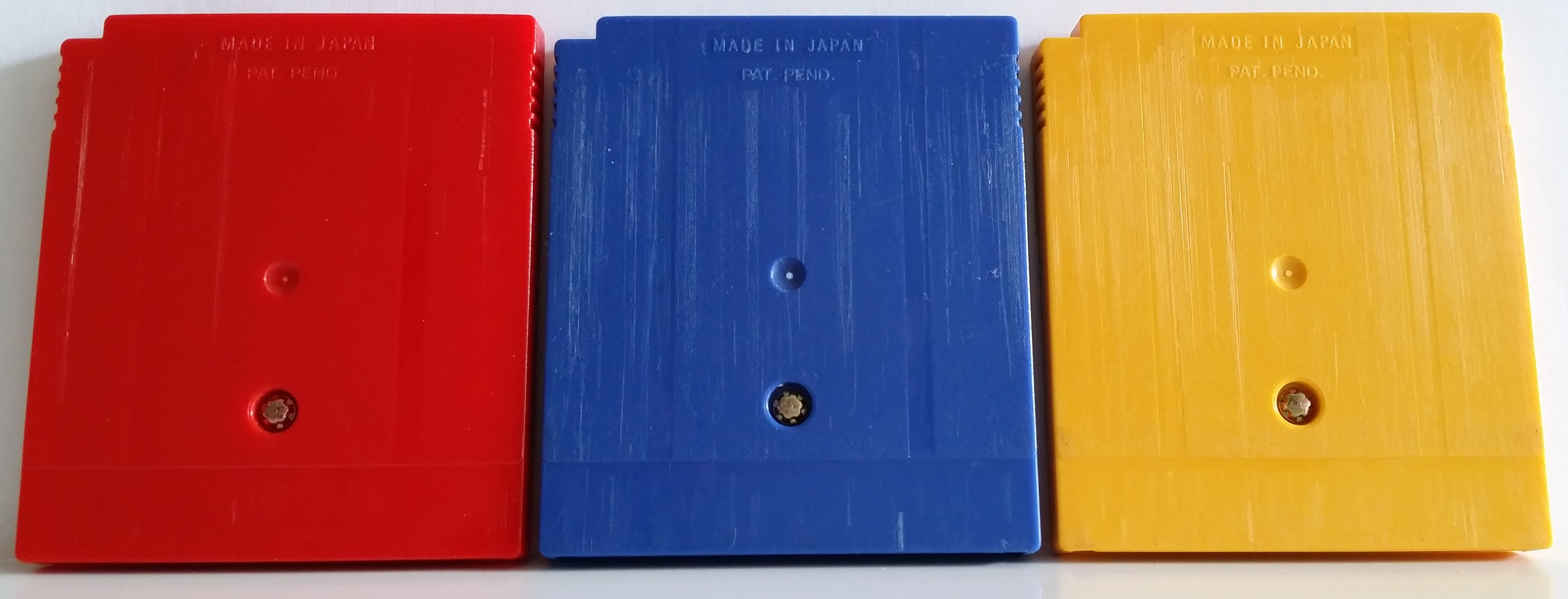
Les jeux Pokémon Rouge, Bleu et Jaune se vendent à plus de 46 millions d'exemplaires.

La Pokémania débute très vite dès l'arrivée des jeux Pokémon Rouge et Bleu le 8 octobre 1999 mais doit ses premières heures de gloire avant tout aux cartes à jouer qui envahissent les cours d'écoles. La majorité des joueurs furent en effet détenteurs de cartes bien avant d'avoir possédé un des jeux. Parallèlement, une série animée fait son apparition à l'écran et ne viendra que conforter la tendance déjà initiée. Il est important de noter que la Pokémania ne concerne qu'une génération de joueur bien précise, celle dont l'âge oscillait autour de 10 ans vers l'an 2000. De plus, dans la trame scénaristique de Pokémon, le héros Sacha vient d'avoir 10 ans lorsqu'il commence son aventure, il y a donc un phénomène d'identification. Par défaut, il s'agit plutôt des joueurs nés entre 1987 et 1993 ; les plus vieux, en âge d'être collégiens, demeurent relativement clos au phénomène, et inversement chez les plus jeunes, les bases de lectures ne sont pas suffisamment acquises pour pleinement jouir du jeu. Les enfants nés à partir de 1994, alors à l'école maternelle, sont pour la plupart trop jeunes pour comprendre le jeu, ceux-ci se familiarisant avec la franchise plutôt grâce à la série télévisée, aux figurines, cartes à jouer ou albums de stickers.
Durant les trois derniers mois de l'année 1999 les cartes sont prépondérantes et les jeux encore rares, ce n'est réellement qu'à partir de l'an 2000 que Pokémon prend un envol exponentiel. La mascotte Pikachu est immensément médiatisée, la franchise intègre la vie de tous les jours à la télévision, dans des reportages (parfois même aux journaux télévisés) dans des produits dérivés tellement multiples qu'il devient impossible de les énumérer... Le nombre de jeux vendus s'envole. Le concept plaît. Le fait de faire paraitre deux jeux (qui sont les mêmes à quelques exceptions) et de donner la possibilité aux joueurs de relier leurs Game Boy via le câble link pour échanger des Pokémon spécifiques à chaque version en fait un des premiers jeux de réseau au monde. Ainsi, pour terminer le jeu, il est impossible de ne pas avoir de relations avec d'autres joueurs et a fortiori avec ses amis. Ce caractère social crée des amitiés ou les renforcent autour d'un projet commun.
En avril 2000 sort un film au cinéma renforçant l'aspect sociétal de Pokémon, un privilège qui se reproduit deux fois encore : en décembre 2000 et en juin 2001. Les films Pokémon ne sortent en France que pendant la Pokémania.
Le premier pic de la Pokémania est symbolisé par la sortie de Pokémon Jaune le 16 juin 2000 dont l'intrigue se rapproche plus du dessin animé en mettant Pikachu en vedette. C'est l'époque où de nombreux magazines spécialisés Pokémon (disparus depuis) se créent et médiatisent encore plus le phénomène. Ils ont un grand impact sur le relais de l'information, l'accès à Internet en France ne concerne que 14,4 % de sa population en 2000.
Le commerce des cartes ne faiblit pas du fait de l'autopromotion triangulaire permanente (dessin animé/cartes/jeux) et la frénésie ambiante engendre au mieux le troc habituel que suscite toute collection, au pire un trafic assez lucratif pour certains élèves, monnayant parfois une carte plus d'une centaine de francs. Plusieurs écoles choisissent de bannir temporairement les cartes de leurs établissements. En ce qui concerne le jeu vidéo, il est intéressant de relever que dans les écoles, il est de coutume interdit d'apporter des affaires de valeur, mais devant l'ampleur du phénomène (les élèves amenant toujours plus de Game Boy afin de pouvoir procéder à des échanges) les directeurs d'établissement autorisent ce qui au départ est interdit, ce qui explique en partie pourquoi la Game Boy s'impose au fur et à mesure, durant un an environ. D'autres, plus rares, pratiquent une politique totalement inverse.
Le 6 avril 2001, les jeux Pokémon Or et Argent sortent. Alors que Pokémon Rouge et Bleu n'ont toujours pas lassé les joueurs et ont encore de beaux jours devant eux, les fans voient débarquer une nouvelle aventure, une suite en quelque sorte ; Pokémon n'est donc plus un jeu unique mais une série. Intégrant 100 nouveaux Pokémon, une aventure plus longue, de nouvelles fonctionnalités et des graphismes polychromes, beaucoup disent de ces versions sont et demeurent les meilleures du genre. Elles symbolisent le second pic de la Pokémania en donnant un deuxième souffle à Pokémon qui se porte alors encore bien.
Mais dès novembre 2001 avec la sortie de Pokémon Cristal, symbolisant de manière symbolique le déclin de la Pokémania, la ferveur s’essouffle de manière inexorable et s'éteint durant les derniers mois de l'année 2001. De fait, étant l'ultime jeu Pokémon sur Game Boy Color et n'apportant que très peu de modification à Or et Argent, ces derniers demeurent quasi tels quels puisqu'aucun jeu majeur ne paraît avant juillet 2003 et Pokémon Rubis et Saphir. Pokémon tombe peu à peu en désuétude tant auprès des premiers joueurs, qui ont grandi, qu'auprès des médias.
Néanmoins Pokémon se vend toujours bien, du fait du renouvellement de son jeune public et de son concept (capturer, entrainer et échanger un grand nombre de créatures) encore très peu utilisé dans le jeu vidéo, mais ne représente plus un phénomène.
Plus d'une décennie plus tard, Pokémon surfe sur la vague nostalgique de ses premiers fans, cette même génération ayant connu et orchestré la Pokémania, désormais âgée entre 20 et 27 ans, et dont une certaine majorité avait délaissé le jeu après 2002. En sortant en 2010 un remake des versions Or et Argent nommé Pokémon Version or HeartGold et Pokémon Version argent SoulSilver, la firme souhaite faire découvrir ses premiers jeux à la jeune génération tout en comptant renouer avec ses fans originels.
Pokémon se propage dans tous les pays du monde, quelle que soit leur situation économique.
La Pokémania se relance en juillet 2016 avec la sortie sur smartphone de Pokémon GO, un jeu en réalité augmentée, concept ayant déjà été testé le 01 avril 2014 via un canular en collaboration avec Google. Si bien que sur Google Trends, qui compte les tendances des recherches sur Google, le nombre de recherche en juillet 2016 du mot « Pokémon Go » est supérieur à la recherche du mot « porn » (« porno » en anglais), et le nombre de possesseurs du jeu est supérieur aux utilisateurs ayant installé les applications Twitter et Tinder. Le public jouant à Pokémon GO comprend les enfants, mais également les adolescents et les jeunes adultes. Durant cette période, les ventes de consoles Nintendo 3DS augmentent de plus de 100 % au Royaume-Uni, et les jeux de la franchise Pokémon connaissent une croissance des ventes s'étalant de +45 à +138 %, qui permet de faire de Pokémon Soleil et Lune, qui paraissent en novembre 2016, l'une des meilleures ventes de jeu-vidéo de l'année et l'un des meilleurs démarrages de la franchise. En France, la présence de Pokémon rares dans certaines zones provoque parfois des émeutes. Cette seconde Pokémania s'essouffle progressivement dans le courant de l'année 2017, même si à ce jour l'application Pokémon GO est toujours populaire et utilisée par des joueurs de tous âges.
En 2021, un nouveau pic de la pokemania réapparaît en raison de l'anniversaire des 25 ans de la franchise, faisant exploser le record de vente de cartes Pokémon, sous forme de cartes au détail ou bien en boosters/display, c'est concrètement l'année où les cartes dites Vintage se sont le mieux vendus. Les gens étaient confinés chez eux dans l'ensemble à cause de la pandémie mondiale de covid-19, ce qui explique également cet engouement.

## Communauté de fans
Pokémon compte au début de 2013, plus de quatre millions de fan sur Facebook, 100 000 fans sur Twitter et trois millions de vues sur YouTube des vidéos de Pokémon X et Y.

## Impact culturel
Victime de leur succès, les Pokémon et leurs produits dérivés représentent près de 42 % de toutes les prises de jeux vidéo et jouets de contrefaçon en France pour l'année 2000.